# Square Joël-Le Tac
Square Joël-Le Tac är en park i Quartier des Grandes-Carrières i Paris 18:e arrondissement. Square Joël-Le Tac, som är belägen mitt i Place Constantin-Pecqueur, är uppkallad efter den franske journalisten och motståndskämpen Joël Le Tac (1918–2005), som var internerad i bland annat koncentrationslägren Natzweiler-Struthof, Dachau och Bergen-Belsen. Parken anlades år 1935 och uppkallades år 2012 efter Joël Le Tac.
I parken finns bland annat ett fontänmonument över målaren Théophile Steinlen (1859–1923), utfört av skulptören Paul Vannier år 1936. I Square Joël-Le Tac växer bland annat olvon, aukuba, buxbom, idegranar, körsbärsplommon, apel samt plataner.

## Bilder
| - Square Joël-Le Tac. - Monumentet över Théophile Steinlen. |

## Omgivningar
- Sacré-Cœur
- Saint-Pierre de Montmartre
- Château des Brouillards
- Cimetière Saint-Vincent
- Square Suzanne-Buisson

## Kommunikationer
- Tunnelbana – linje  – Lamarck – Caulaincourt
- Busshållplats Lamarck – Caulaincourt – Paris bussnät, linje 80

### Webbkällor
- ”Square Joel le Tac formally Place Constantin Pecqueur in Paris”. EU Touring. https://www.eutouring.com/square_joel_le_tac.html. Läst 25 februari 2021.
- ”Square Joël Le Tac (ex-Constantin Pecqueur)”. Mairie de Paris. https://www.paris.fr/equipements/square-joel-le-tac-ex-constantin-pecqueur-2652. Läst 25 februari 2021.